# Wyciskanie sztangi w leżeniu na ławce poziomej

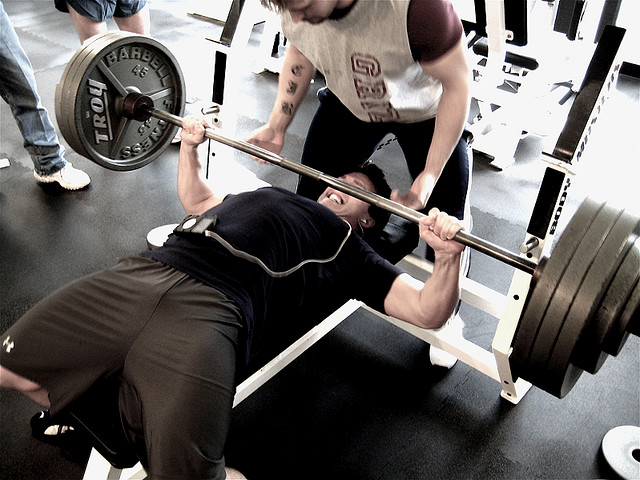
Wyciskanie sztangi z asekuracją (supportem)

Wyciskanie sztangi w leżeniu na ławce poziomej – popularne ćwiczenie angażujące duże partie mięśniowe: mięśnie klatki piersiowej, mięśnie trójgłowe ramion (tricepsy), przednie aktony mięśni naramiennych.

## Opis ćwiczenia
Ćwiczenie wykonuje się w leżeniu na plecach na płaskiej ławce. Stopy oparte są na podłożu, sztangę trzyma się nad sobą, nachwytem, nieco szerzej od szerokości barków. Bierze się wdech i opuszcza sztangę do środkowej części klatki piersiowej (nieco powyżej linii sutków); ramiona nie powinny rozchodzić się na boki. Gdy gryf sztangi dotknie klatki piersiowej, wyciska (wypycha) się ją do pozycji wyjściowej, robiąc w końcowej fazie ruchu wydech. W zależności od rozstawu rąk obciążenie lokalizuje się w różnych partiach mięśni. Im szerszy rozstaw, tym bardziej pracują zewnętrzne części mięśni piersiowych, przy mniejszym zaangażowaniu tricepsów. Im węższy uchwyt, tym większe zaangażowanie tricepsów i środkowych części mięśni piersiowych.

## Rekordy
Rekordy świata w wyciskaniu sztangi w leżeniu na ławce poziomej:
- oficjalny rekord świata w koszulce wspomagającej: Ryan Kennelly, 485,3 kg (1070 funtów)
- oficjalny rekord świata bez koszulki wspomagającej: Julius Maddox, 350 kg (770 funtów)
- nieoficjalny rekord świata w koszulce wspomagającej: Ryan Kennelly, 508 kg (1120 funtów)[3]